# Isaiah Thomas (basket-ball)
Ne doit pas être confondu avec Isiah Thomas.
Cet article concerne le basketteur. Pour l'éditeur, voir Isaiah Thomas (éditeur).
Pour les articles homonymes, voir Thomas.
Isaiah Jamar Thomas, né le 7 février 1989 à Tacoma dans l'État de Washington, est un joueur américain de basket-ball évoluant au poste de meneur.

## Biographie

### Kings de Sacramento (2011-2014)
Avant la Draft 2011 de la NBA, Thomas réalise son propre documentaire intitulé Road To The NBA-The Isaiah Thomas Story. Thomas est drafté à la 60e position par les Kings de Sacramento au second tour de la Draft 2011 de la NBA. Il est donc le dernier choix de cette draft.
Le 19 février 2012, Thomas réalise son premier double-double avec 23 points et 11 passes décisives contre les Cavaliers de Cleveland.
Le 1er mars 2012, Thomas est nommé rookie du mois de février pour la conférence Ouest avec des moyennes de 12,2 points et 4,4 passes décisives,, confirmant son statut de joueur au profil intéressant. Il devient le premier joueur choisi en dernière position d'une draft à recevoir le titre de meilleur rookie du mois. Le mois suivant, en mars, il est également rookie du mois pour la conférence Ouest en ayant des moyennes de 13,6 points et 4,9 passes décisives par match. À l'issue de cette première saison, où ses statistiques sont de 11,5 points, 2,6 rebonds, 4,1 passes, 0,8 interception et 0,1 contre, il figure dans le deuxième cinq des débutants, ou rookie et termine 7e dans les votes pour le titre du rookie de l'année.
Le 14 décembre 2012, Thomas marque 23 de ses 26 points dans le dernier quart-temps mais ne peut empêcher la défaite des Kings 113 à 103 contre le Thunder d'Oklahoma City.
Le 19 janvier 2014, il établit son record de points en carrière avec 38 unités lors de la défaite des Kings chez le Thunder d'Oklahoma City. Cinq jours plus tard, il renouvelle cette performance contre les Pacers de l'Indiana.
En février 2014, il joue avec une entorse des ligaments au niveau de sa main forte.
Le 18 mars 2014, il réalise son premier triple-double en carrière avec 24 points, 11 passes décisives et 10 rebonds lors de la victoire des siens 117 à 111 après prolongation contre les Wizards de Washington, devenant le plus petit joueur de l'histoire de la NBA à réaliser un triple-double.
Durant sa dernière saison chez les Kings, il rejoint Calvin Murphy (deux fois), Dana Barros, Damon Stoudamire et Michael Adams comme les seuls joueurs de moins d'1,80 m à terminer la saison avec des moyennes d'au moins 20 points et 6 passes décisives par match sur une saison.

### Suns de Phoenix (2014-fév. 2015)
Le 12 juillet 2014, Thomas est transféré chez les Suns de Phoenix contre une trade exception de 7 millions de dollars et les droits sur Alex Oriakhi. Le 14 août 2014, Thomas subit une arthroscopie de son poignet gauche, une blessure qu'il traîne depuis la saison précédente. Il fait ses débuts avec les Suns pour le premier match de la saison contre les Lakers de Los Angeles. Il termine ce match avec 23 points, 3 passes décisives et 1 rebond et contribue à la victoire 119 à 99. Le 31 octobre, pour le match suivant des Suns, Thomas marque de nouveau 23 points lors de la victoire 94 à 89 contre les Spurs de San Antonio, devenant le 4e joueur des Suns, après Tom Chambers, A.C. Green et Tom Gugliotta à marquer au moins 23 points dans ses deux premiers matchs avec l'équipe.
Après avoir manqué huit matches en raison d'une blessure à la cheville, Thomas fait son retour le 12 décembre et marque 10 points mais ne peut éviter la défaite des Suns 103 à 105 chez les Pistons de Détroit. Le 21 janvier 2015, il réalise son meilleur match de la saison en marquant 27 points, en tant que remplaçant, dans la victoire des Suns 118 à 113 contre les Trail Blazers de Portland. le 5 février, Thomas est sélectionné pour participer au NBA Skills Challenge dans le cadre du NBA All-Star Game 2015, devenant le plus petit joueur à avoir jamais participé à l'événement.

### Celtics de Boston (février 2015-2017): la révélation Thomas
Le 19 février 2015, il est transféré aux Celtics de Boston dans un échange entre quatre équipes, avec les Suns de Phoenix, les Bucks de Milwaukee et les Sixers de Philadelphie. Trois jours plus tard, il fait ses débuts avec les Celtics en étant remplaçant et termine la rencontre avec 21 points et 5 rebonds dans la défaite des Celtics après prolongation 111 à 118 contre les Lakers de Los Angeles. Le 2 mars, il est nommé joueur de la semaine de la conférence Est pour les matches joués entre le 23 février et le 1er mars. Le 25 mars, Thomas revient sur les parquets après avoir manqué huit matchs en raison d'une blessure au bas du dos, en marquant quatre points en 20 minutes de jeu lors de la défaite des Celtics 86 à 93 contre le Heat de Miami. Le 8 avril, il réalise son meilleur match de la saison avec 34 points et contribue à la victoire 113 à 103 contre les Pistons de Détroit. Cette performance l'aide à gagner pour la seconde fois le titre de joueur de la semaine de la conférence Est le 13 avril, pour les matches déroulés entre le 6 avril et le 12 avril.
Pour son premier match en playoffs, le 19 avril, il termine avec 22 points, 10 passes décisives et 5 rebonds lors du match 1 du premier tour contre les Cavaliers de Cleveland mais son équipe s'incline. Le lendemain, il termine deuxième du vote pour le titre de meilleur sixième homme de la saison. Lors du premier tour des playoffs où les Celtics se sont inclinés quatre matchs à zéro, Thomas a des moyennes de 17,5 points, sept passes décisives et trois rebonds par match.
En juin 2015, il se fait opérer du poignet gauche pour enlever un kyste.
Le 28 octobre 2015, pour le match d'ouverture de la saison des Celtics contre les Sixers de Philadelphie, Thomas termine meilleur marqueur de son équipe avec 27 points et contribue à la victoire des siens. Le 16 décembre 2015, il réalise pour la troisième fois son meilleur total de points en carrière avec 38 unités lors de la défaite contre les Pistons de Détroit.
La saison 2016-2017 apparaît comme un véritable tournant dans la carrière de Thomas, réalisant régulièrement des prestations à plus de 30 points. Il devient le « franchise player » des Celtics et participe grandement à l'excellent début de saison de ceux-ci. Malgré l'emballement populaire qu'il génère, il ne sera pas retenu parmi les titulaires du NBA All-Star Game 2017 en raison du nouveau système de vote qui intègre les votes des joueurs et des médias. Fin décembre, il inscrit 29 points dans le dernier quart-temps d'une rencontre de saison régulière contre le Heat de Miami et bat son record de points en carrière avec 52 unités.
Il terminera d'ailleurs cette même saison cinquième au classement des votes du fameux titre de MVP de la NBA qui sera cette saison remporté par le meneur du Thunder d'Oklahoma City, Russell Westbrook .

### Échange aux Cavaliers de Cleveland (2017-fév. 2018)
Le 22 août 2017, il est transféré aux Cavaliers de Cleveland avec Ante Žižić, Jae Crowder et un premier tour de draft 2018 en échange de Kyrie Irving. Toutefois, le transfert est laissé en suspens en raison des douleurs à la hanche de Thomas qui mettent un doute sur son état de santé ; les Cavaliers demandent une contrepartie plus importante. Le 30 août, le transfert est officialisé avec l'ajout du second tour de draft 2020 des Celtics vers les Cavaliers.
Il quitte finalement la franchise de l'Ohio lors d'un échange avec les Lakers sans avoir pu retrouver son plus haut niveau et s'imposer au sein de l'effectif des Cavaliers.

### Lakers de Los Angeles et nouvelle opération de la hanche (février 2018-juin 2018)
Le 8 février 2018, quelques heures avant la trade deadline, les Cavaliers de Cleveland l'envoient chez les Lakers en compagnie de Channing Frye en plus d'un tour de draft et en échange de Jordan Clarkson et Larry Nance, Jr..
Le 28 mars, les Lakers annoncent que Thomas subira une nouvelle opération de la hanche mettant ainsi fin à une saison en demi-teinte.

### Échec aux Nuggets de Denver (2018-2019)
Le 12 juillet 2018, il signe avec les Nuggets de Denver pour un contrat d'un an et le salaire minimum vétéran soit 2 millions de dollars. Blessé une bonne partie de la saison, il ne jouera son premier match qu'en février 2019 et ne parviendra pas à trouver sa place dans l'effectif et sera même écarté de la rotation au mois de mars par Mike Malone, le coach des Nuggets.

### Tentative de relance avec les Wizards de Washington (2019-février 2020)
Lors de l'intersaison 2019, il signe une saison avec les Wizards de Washington au salaire minimum espérant ainsi se relancer après trois expériences mitigées avec trois franchises différentes lors des deux dernières saisons.
Isaiah Thomas fait ses débuts avec la franchise de la capitale le 26 octobre lors de la rencontre face aux Spurs de San Antonio (défaite des Wizards 124 à 122). Entrant en fin de premier quart temps, le lutin livre une prestation convaincante, marquant 16 points à 6 sur 14 aux tirs pour 20 minutes de jeu.
Le 6 février 2020, il est envoyé aux Clippers de Los Angeles dans un échange à 3 équipes. Il est coupé dans la foulée.

### Pelicans de La Nouvelle Orléans (2021)
Le 2 avril 2021, il signe un contrat de dix jours avec les Pelicans de La Nouvelle-Orléans.
Il décide de porter le numéro 24 en hommage à Kobe Bryant.

### Retour aux Lakers via la G-League (2021)
Le 14 décembre 2021, Isaiah Thomas fait son retour en signant en G-League au Gold de Grand Rapids, la franchise affiliée aux Nuggets de Denver. Pour son premier match, le 15 décembre, il marque 42 points dans la défaite de son équipe face aux Mad Ants de Fort Wayne. Cette performance lui permet de signer dans la foulée un contrat de dix jours avec les Lakers de Los Angeles, où de nombreux joueurs sont soit blessés, soit en quarantaine en raison du protocole sanitaire lié à la pandémie de Covid-19. Après un bon début en NBA avec 19 points en 21 minutes le meneur finit la série de 4 rencontres en 10 jours avec plusieurs maladresses en défense mais aussi au tir comme dans son dernier match face aux Spurs avec 2 points en 21 minutes et 1 sur 5 au tir.

### Mavericks de Dallas (2021-2022)
Il signe un contrat de dix jours avec les Mavericks de Dallas le 29 décembre 2021. Après seulement un match avec les Mavs, Isaiah est placé en quarantaine dans le cadre du protocole sanitaire de la NBA pour faire face à la pandémie de COVID-19.

### Retour en G-League au Gold de Grand Rapids (2022)
Après sa courte expérience dans le Texas, Thomas retrouve le 16 février 2022 la G-League et le Gold de Grand Rapids.

### Hornets de Charlotte (2022)
Début mars 2022, il signe pour 10 jours en faveur des Hornets de Charlotte. Fin mars 2022, il signe jusqu'à la fin de saison avec les Hornets de Charlotte.

## Sélection nationale
En novembre 2019, il fait son retour dans la Team USA avec Justin Anderson, en remplacement de DaQuan Jeffries et Frank Mason III blessés. Avec une moyenne de 21 points sur les deux matchs, un panier à trois points décisif pour la victoire face à Cuba le 18 novembre 2019 90 à 95. Le lendemain, malgré ses 21 points, il ne parvient pas à éviter la défaite 97 à 88 de Team USA face aux Mexique.
Fin janvier 2020 et alors qu'il est encore sans contrat en NBA, il accepte l'invitation de Team USA pour disputer les qualifications du Championnat des Amériques. Il honore sa première sélection face aux Bahamas (victoire de Team USA 93-77) le 19 février en marquant 19 points. Il s'agit alors de son premier match officiel depuis plus d'un an.

## Palmarès

### En franchise
- Champion de Division Atlantique (2017) avec les Celtics de Boston

### Distinctions personnelles
- 2x All-Star Game (2016, 2017)
- 1x All-NBA Second Team (2017)
- 1x NBA All-Rookie Second Team (2012)
- AP honorable mention All-American (2011)
- 2× Pac-10 Tournament MVP (2010, 2011)
- 2× First-team All-Pac-10 (2010, 2011)
- Second-team All-Pac-10 (2009)

## Statistiques
gras = ses meilleures performances

### Universitaires
| Saison    | Équipe     | Matchs | Titul. | Min./m | % Tir | % 3pts | % LF | Rbds/m. | Pass/m. | Int/m. | Ctr/m. | Pts/m. |
| --------- | ---------- | ------ | ------ | ------ | ----- | ------ | ---- | ------- | ------- | ------ | ------ | ------ |
| 2008-2009 | Washington | 35     | 34     | 28,4   | 41,8  | 28,9   | 68,6 | 3,03    | 2,60    | 1,09   | 0,06   | 15,46  |
| 2009-2010 | Washington | 35     | 35     | 31,1   | 41,5  | 32,7   | 73,2 | 3,91    | 3,17    | 1,06   | 0,09   | 16,94  |
| 2010-2011 | Washington | 35     | 35     | 31,9   | 44,5  | 34,9   | 71,9 | 3,51    | 6,09    | 1,34   | 0,06   | 16,77  |
| Carrière  | Carrière   | 105    | 104    | 30,4   | 42,6  | 32,4   | 71,3 | 3,49    | 3,95    | 1,16   | 0,07   | 16,39  |

### Saison régulière
| Saison        | Équipe              | Matchs | Titul. | Min./m | % Tir | % 3pts | % LF  | Rbds/m. | Pass/m. | Int/m. | Ctr/m. | Pts/m. |
| ------------- | ------------------- | ------ | ------ | ------ | ----- | ------ | ----- | ------- | ------- | ------ | ------ | ------ |
| 2011-2012     | Sacramento          | 65     | 37     | 25,5   | 44,8  | 37,9   | 83,2  | 2,58    | 4,09    | 0,82   | 0,12   | 11,52  |
| 2012-2013     | Sacramento          | 79     | 62     | 26,9   | 44,0  | 35,8   | 88,2  | 2,04    | 4,00    | 0,85   | 0,04   | 13,92  |
| 2013-2014     | Sacramento          | 72     | 54     | 34,7   | 45,3  | 34,9   | 85,0  | 2,92    | 6,31    | 1,29   | 0,11   | 20,35  |
| 2014-2015     | Phoenix             | 46     | 1      | 25,7   | 42,6  | 39,1   | 87,2  | 2,37    | 3,72    | 0,98   | 0,11   | 15,24  |
| 2014-2015     | Boston              | 21     | 0      | 25,9   | 41,1  | 34,5   | 86,1  | 2,10    | 5,38    | 0,57   | 0,00   | 19,05  |
| 2015-2016     | Boston              | 82     | 79     | 32,2   | 42,8  | 35,9   | 87,1  | 2,96    | 6,21    | 1,11   | 0,11   | 22,23  |
| 2016-2017     | Boston              | 76     | 76     | 33,8   | 46,4  | 38,0   | 90,9  | 2,71    | 5,91    | 0,91   | 0,16   | 28,93  |
| 2017-2018     | Cleveland           | 15     | 14     | 27,1   | 36,1  | 25,3   | 86,8  | 2,07    | 4,53    | 0,60   | 0,13   | 14,73  |
| 2017-2018     | L.A. Lakers         | 17     | 1      | 26,8   | 38,3  | 32,7   | 92,1  | 2,12    | 5,00    | 0,35   | 0,06   | 15,59  |
| 2018-2019     | Denver              | 12     | 0      | 15,1   | 34,3  | 27,9   | 63,0  | 1,08    | 1,92    | 0,42   | '0,08  | 8,08   |
| 2019-2020     | Washington          | 40     | 37     | 23,1   | 40,8  | 41,3   | 81,6  | 1,70    | 3,65    | 0,33   | 0,15   | 12,20  |
| 2020-2021     | La Nouvelle-Orléans | 3      | 0      | 16,0   | 33,3  | 25,0   | 100,0 | 1,30    | 1,70    | 0,30   | 0,00   | 7,70   |
| 2021-2022     | L.A. Lakers         | 4      | 1      | 25,3   | 30,8  | 22,7   | 72,7  | 2,00    | 1,50    | 0,00   | 0,50   | 9,30   |
| 2021-2022     | Dallas              | 1      | 0      | 13,0   | 37,5  | 0,0    | -     | 0,00    | 4,00    | 0,00   | 0,00   | 6,00   |
| 2021-2022     | Charlotte           | 17     | 0      | 12,9   | 43,3  | 39,7   | 93,3  | 1,20    | 1,40    | 0,40   | 0,20   | 8,30   |
| Carrière      | Carrière            | 550    | 362    | 28,3   | 43,4  | 36,2   | 87,2  | 2,40    | 4,80    | 0,90   | 0,10   | 17,70  |
| All-Star Game | All-Star Game       | 2      | 0      | 18,9   | 42,3  | 33,3   | 100,0 | 2,00    | 2,00    | 0,50   | 0,00   | 14,50  |

Dernière mise à jour le 12 juin 2022.

### Playoffs
| Saison   | Équipe   | Matchs | Titul. | Min./m | % Tir | % 3pts | % LF | Rbds/m. | Pass/m. | Int/m. | Ctr/m. | Pts/m. |
| -------- | -------- | ------ | ------ | ------ | ----- | ------ | ---- | ------- | ------- | ------ | ------ | ------ |
| 2015     | Boston   | 4      | 0      | 29,8   | 33,3  | 16,7   | 96,9 | 3,00    | 7,00    | 0,75   | 0,00   | 17,50  |
| 2016     | Boston   | 6      | 6      | 36,6   | 39,5  | 28,3   | 80,9 | 3,00    | 5,00    | 0,67   | 0,83   | 24,17  |
| 2017     | Boston   | 15     | 15     | 34,7   | 42,5  | 33,3   | 82,0 | 3,07    | 6,67    | 0,87   | 0,13   | 23,27  |
| Carrière | Carrière | 25     | 21     | 34,4   | 40,6  | 30,2   | 84,2 | 3,04    | 6,32    | 0,80   | 0,28   | 22,56  |

Dernière mise à jour le 19 mai 2017.

## Records sur une rencontre en NBA
Les records personnels d'Isaiah Thomas en NBA sont les suivants, :
| Record de la franchise |

| Type de statistique        | Saison régulière | Saison régulière         | Saison régulière | Playoffs | Playoffs                | Playoffs      |
| Type de statistique        | Record           | Adversaire               | Date             | Record   | Adversaire              | Date          |
| -------------------------- | ---------------- | ------------------------ | ---------------- | -------- | ----------------------- | ------------- |
| Points                     | 52               | Heat de Miami            | 30 décembre 2016 | 53       | Wizards de Washington   | 2 mai 2017    |
| Paniers marqués            | 15               | 2 fois                   | 2 fois           | 18       | Wizards de Washington   | 2 mai 2017    |
| Paniers tentés             | 31               | Pacers de l'Indiana      | 24 janvier 2014  | 33       | Wizards de Washington   | 2 mai 2017    |
| Paniers à 3 points réussis | 9                | Heat de Miami            | 30 décembre 2016 | 5        | 5 fois                  | 5 fois        |
| Paniers à 3 points tentés  | 15               | Hornets de Charlotte     | 16 janvier 2017  | 13       | @ Wizards de Washington | 12 mai 2017   |
| Lancers francs réussis     | 17               | @ Grizzlies de Memphis   | 20 décembre 2016 | 13       | Hawks d'Atlanta         | 22 avril 2016 |
| Lancers francs tentés      | 17               | @ Grizzlies de Memphis   | 20 décembre 2016 | 15       | Hawks d'Atlanta         | 22 avril 2016 |
| Rebonds offensifs          | 4                | @ Cavaliers de Cleveland | 19 février 2012  | 2        | Bulls de Chicago        | 18 avril 2017 |
| Rebonds défensifs          | 9                | Wizards de Washington    | 18 mars 2014     | 6        | Bulls de Chicago        | 16 avril 2017 |
| Rebonds totaux             | 11               | Wizards de Washington    | 18 mars 2014     | 6        | Bulls de Chicago        | 16 avril 2017 |
| Passes décisives           | 15               | Jazz de l'Utah           | 3 janvier 2017   | 12       | Wizards de Washington   | 15 mai 2017   |
| Interceptions              | 5                | 4 fois                   | 4 fois           | 3        | Wizards de Washington   | 2 mai 2017    |
| Contres                    | 2                | 2 fois                   | 2 fois           | 2        | Hawks d'Atlanta         | 24 avril 2016 |
| Balles perdues             | 7                | 8 fois                   | 8 fois           | 6        | 2 fois                  | 2 fois        |
| Minutes jouées             | 48               | @ Heat de Miami          | 26 février 2013  | 45       | Wizards de Washington   | 2 mai 2017    |

- Double-double : 29 (dont 4 en playoffs)
- Triple-double : 1

Dernière mise à jour : 17 août 2022

## Salaires
| Année       | Équipe             | Salaire      |
| ----------- | ------------------ | ------------ |
| 2011-2012*  | Sacramento         | 473 604 $    |
| 2012-2013   | Sacramento         | 762 195 $    |
| 2013-2014   | Sacramento         | 884 293 $    |
| 2014-2015   | Boston             | 7 238 606 $  |
| 2015-2016   | Boston             | 6 912 869 $  |
| 2016-2017   | Boston             | 6 587 132 $  |
| 2017-2018   | L.A. Lakers        | 6 261 395 $  |
| 2018-2019   | Denver             | 2 029 463 $  |
| Total Gains | Total Gains        | 22 858 699 $ |
| 2019-2020   | Washington Wizards | 2 320 044 $  |

Note : * En 2011, le salaire moyen d'un joueur évoluant en NBA est de 5 150 000 $.

## Vie privée
Les parents de Thomas lui ont donné le prénom d'Isaiah en référence au joueur de basket-ball des Pistons de Détroit Isiah Thomas, après que son père, James, ait fait avec un ami le pari que son équipe favorite, les Lakers de Los Angeles battraient les Pistons lors des finales NBA 1989 (que les Pistons ont remporté quatre matches à zéro). Même si Thomas est né plusieurs mois avant que la finale ait lieu, James avait déjà prévu le prénom. Toutefois, sa mère, Tina Baldtrip, insista pour que le prénom s'écrive « Isaiah » et non « Isiah », comme elle désirait un nom biblique. En raison de l'impopularité de son homonyme parmi les fans des Knicks de New York à la suite de son échec au poste d'entraîneur et de dirigeant du club, les fans huent Isaiah à chaque fois qu'il joue au Madison Square Garden.
Le 16 avril 2017, sa sœur cadette Chyna, âgée de 22 ans trouve la mort dans un accident de voiture. Cela coïncide avec le début des playoffs des Celtics. Malgré le choc, Isaiah prend la décision de jouer le match face aux Bulls. Lors de la présentation des équipes, il ne peut retenir ses larmes. Ce match fut chargé émotionnellement selon les dires de ses coéquipiers, Isaiah termina avec 33 points inscrits malgré une défaite 102 à 106,. Deux semaines plus tard, lors du second match du deuxième tour des playoffs, le jour de l'anniversaire de sa sœur, Thomas marque 53 points face aux Wizards de Washington et réalise l'une des meilleurs performance des playoffs.

## Pour approfondir